# Der rätselhafte Blick
Der rätselhafte Blick ist ein deutscher Detektivfilm aus dem Jahre 1918 der Filmreihe Stuart Webbs. Die Titelrolle spielt Ernst Reicher.

## Handlung
Sigrid Komtess Lunden soll den Grafen Eric Thoralt heiraten. Als sie den ebenfalls anwesenden Gentlemandetektiv Stuart Webbs erblickt, fällt sie sofort in Ohnmacht, denn sie glaubt, in ihm ihren verstorbenen, früheren Geliebten zu erblicken. Noch am Hochzeitstag wird die junge Frau entführt und eine kostbare Kette gestohlen. Webbs nimmt die Spur auf, entlarvt den Schurken hinter den Vorgängen und findet die junge Komtess mitsamt ihrem entwendeten Schmuck.

## Produktionsnotizen
Der rätselhafte Blick wurde im Frühwinter 1917/18 gedreht und passierte die Filmzensur im Februar 1918. Angeblich fand die Uraufführung bereits im Januar 1918 statt. Der vieraktige Film besaß eine Länge von 1361 Metern und wurde mit Jugendverbot belegt. In Österreich wurde der Film für den 16. August 1918 angekündigt. Bei diesem Film handelt es sich um das 20. Stuart-Webbs-Abenteuer.
Die Bauten wurden von Manfred Noa entworfen.

## Kritik
In Paimann’s Filmlisten ist zu lesen: „Stoff, Spiel, Photos und Szenerie sehr gut.“